# Ronald Attard
Pour les articles homonymes, voir Attard.
Ronald Attard dit Ronnie Attard (né le 20 mars 1999 à White Lake Township, État du Michigan) est un joueur professionnel américain de hockey sur glace. Il évolue au poste de défenseur.

## Biographie

### Carrière en club
Attard commence sa carrière junior avec le Storm de Tri-City dans l'USHL en 2016-2017. Il est choisi au 3e tour, en 72e position par les Flyers de Philadelphie lors du repêchage d'entrée dans la LNH 2019. De 2019 à 2022, il poursuit un cursus universitaire à l'université de l'Ouest du Michigan. Il évolue trois saisons avec les Broncos dans le championnat NCAA. Le 2 avril 2022, il joue son premier match dans la Ligue nationale de hockey avec les Flyers de Philadelphie face aux Maple Leafs de Toronto. Il enregistre son premier point, une assistance, le 5 avril 2022 face aux Blue Jackets de Columbus. Le 9 avril 2022, il marque son premier but face aux Ducks d'Anaheim.
Le 5 juillet 2023, Attard s'entend à nouveau avec les Flyers sur un contrat de deux ans à deux volets d'une valeur de 1,7 million $. Durant la deuxième année de ce contrat, il est échangé aux Oilers d'Edmonton contre Ben Gleason le 4 novembre 2024.

### Carrière internationale
Il représente les États-Unis au niveau international. Il prend part aux sélections jeunes.

## Trophées et honneurs personnels

### USHL
- 2018-2019 : nommé meilleur défenseur.
- 2018-2019 : nommé dans la première équipe des étoiles.
- 2018-2019 : nommé meilleur joueur.

### NCHC
- 2019-2020 : nommé dans l'équipe des recrues.
- 2020-2021 : nommé dans la première équipe des étoiles.
- 2020-2021 : nommé meilleur défenseur offensif.
- 2021-2022 : nommé dans la première équipe des étoiles.
- 2021-2022 : nommé meilleur défenseur offensif.

### LAH
- 2022-2023 : participe au match des étoiles.

## Statistiques

### En club
| Saison     | Équipe                      | Ligue      |                   | Saison régulière  | Saison régulière  | Saison régulière  | Saison régulière  | Saison régulière |   | Séries éliminatoires | Séries éliminatoires | Séries éliminatoires | Séries éliminatoires | Séries éliminatoires |
| Saison     | Équipe                      | Ligue      | PJ                | B                 | A                 | Pts               | Pun               | PJ               | B | A                    | Pts                  | Pun                  |                      |                      |
| 2016-2017  | Storm de Tri-City           | USHL       | 46                | 3                 | 2                 | 5                 | 27                | -                | - | -                    | -                    | -                    |                      |                      |
| 2017-2018  | Storm de Tri-City           | USHL       | 50                | 8                 | 7                 | 15                | 126               | 2                | 0 | 0                    | 0                    | 6                    |                      |                      |
| 2018-2019  | Storm de Tri-City           | USHL       | 48                | 30                | 35                | 65                | 66                | 6                | 0 | 1                    | 1                    | 8                    |                      |                      |
| 2019-2020  | Broncos de Western Michigan | NCHC       | 30                | 8                 | 6                 | 14                | 29                | -                | - | -                    | -                    | -                    |                      |                      |
| 2020-2021  | Broncos de Western Michigan | NCHC       | 25                | 8                 | 14                | 22                | 8                 | -                | - | -                    | -                    | -                    |                      |                      |
| 2021-2022  | Broncos de Western Michigan | NCHC       | 39                | 13                | 23                | 36                | 24                | -                | - | -                    | -                    | -                    |                      |                      |
| 2021-2022  | Flyers de Philadelphie      | LNH        | 15                | 2                 | 2                 | 4                 | 8                 | -                | - | -                    | -                    | -                    |                      |                      |
| 2022-2023  | Phantoms de Lehigh Valley   | LAH        | 68                | 12                | 20                | 32                | 41                | 3                | 0 | 1                    | 1                    | 4                    |                      |                      |
| 2022-2023  | Flyers de Philadelphie      | LNH        | 2                 | 0                 | 0                 | 0                 | 0                 | -                | - | -                    | -                    | -                    |                      |                      |
| 2023-2024  | Phantoms de Lehigh Valley   | LAH        | 48                | 10                | 17                | 27                | 37                | 6                | 1 | 1                    | 2                    | 10                   |                      |                      |
| 2023-2024  | Flyers de Philadelphie      | LNH        | 12                | 0                 | 2                 | 2                 | 6                 | -                | - | -                    | -                    | -                    |                      |                      |
| 2024-2025  | Phantoms de Lehigh Valley   | LAH        | 7                 | 0                 | 0                 | 0                 | 19                | -                | - | -                    | -                    | -                    |                      |                      |
| 2024-2025  | Condors de Bakersfield      | LAH        | Saison en cours ? | Saison en cours ? | Saison en cours ? | Saison en cours ? | Saison en cours ? |                  |   |                      |                      |                      |                      |                      |
| Totaux LNH | Totaux LNH                  | Totaux LNH | 29                | 2                 | 4                 | 6                 | 14                | -                | - | -                    | -                    | -                    |                      |                      |

### En équipe nationale
| Année | Compétition          |   | PJ | B | A | Pts | Pun | +/-             |  | Résultat |
| 2023  | Championnat du monde | 4 | 1  | 0 | 1 | 2   | +2  | Quatrième place |  |          |